# José Blas Paladino
José Blas Paladino (Buenos Aires, 8 de marzo de 1897-desconocido) fue un ingeniero civil argentino. Se desempeñó como ministro de Obras Públicas de la Nación Argentina en 1955 durante el gobierno de facto de Eduardo Lonardi.

## Biografía
Estudió ingeniería civil en la Facultad de Ciencias Exactas, Físicas y Naturales de la Universidad de Buenos Aires, especializándose en construcciones portuarias y dragado. En 1952 realizó un curso de defensa nacional en la Escuela Nacional de Guerra.
Desarrolló su carrera en el Ministerio de Obras Públicas de la Nación al donde ingresó en 1918. De 1922 a 1939 fue jefe de comisiones de estudios de relevamientos y construcciones de puertos, en 1930 fue jefe de dragados, y en 1931 cumplió funciones en la Dirección General de Arquitectura.
Luego fue jefe de estudios y obras de la Inspección General de Navegación y Puertos Marítimos entre 1931 y 1936, secretario general de Navegación y Puertos entre 1937 y 1942, inspector general de Talleres de 1943 a 1944, director general de Defensa Nacional entre 1945 y 1955 y director general de Personal, de forma simultánea con el cargo anterior, entre 1953 y 1955.
En 1949 representó al Ministerio de Obras Públicas en la Comisión Nacional Ejecutiva de Homenajes al Libertador José de San Martín.
El presidente de facto Eduardo Lonardi lo designó ministro de Obras Públicas, ocupando el cargo desde septiembre hasta noviembre de 1955, bajo la Revolución Libertadora.
Tras dejar el cargo, volvió a ser designado director general de Personal y de Defensa Nacional del mismo ministerio.